# Seznam osobností vyznamenaných 28. října 2014

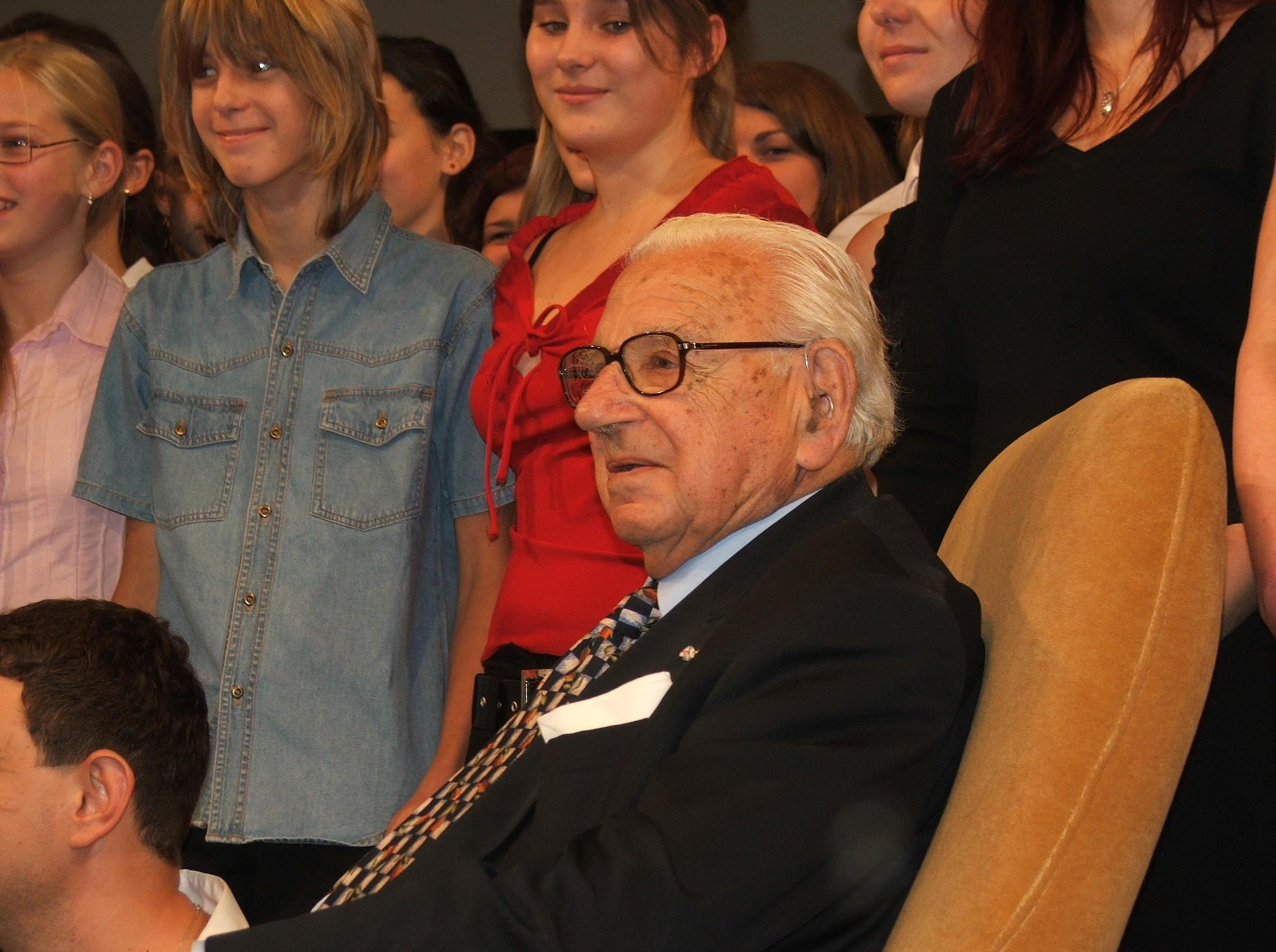
Jeden z vyznamenaných, sir Nicholas Winton při své předchozí návštěvě Prahy (2007)

Toto je seznam osobností, které vyznamenal prezident České republiky Miloš Zeman u příležitosti oslav Dne vzniku samostatného československého státu 28. října 2014. Prezident vyznamenal celkem 33 osobností: čtyřem udělil Řád Bílého lva, čtyřem Řád Tomáše G. Masaryka, šesti medaili Za hrdinství a 19 medaili Za zásluhy.

## Ceremoniály
Ocenění pro britského expremiéra Winstona Churchilla a zachránce židovských dětí Nicholase Wintona prezident předal na zvláštním odpoledním ceremoniálu v Trůnním sále Pražského hradu, a to za účasti některých tzv. Wintonových dětí. Winton totiž ze zdravotních důvodů přijel do Prahy jen na několik hodin. Za Churchilla převzal nejvyšší české vyznamenání jeho vnuk Nicholas Soames.
Zbývající vyznamenání prezident předal večer při tradičním ceremoniálu ve Vladislavském sále Hradu, za účasti exprezidenta Václava Klause a jeho choti Livie i předchozí první dámy Dagmar Havlové. Přítomni byli také někteří členové parlamentu, ministři Sobotkovy vlády, představitelé církví a další pozvaní lidé.
V úvodním asi čtvrthodinovém projevu Zeman uvedl jako společný jmenovatel všech vyznamenaných jejich osobní statečnost. V chronologickém sledu se věnoval nejprve počátku 2. světové války, když ocenil statečnost Winstona Churchilla a Nicholase Wintona, poté pokračoval v dalších etapách přes invazi vojsk Varšavské smlouvy v roce 1968 a následnou normalizaci až k padlým vojákům při konfliktu v Afghánistánu. Politolog Jan Kubáček, citovaný Novinkami hodnotil projev jako standardní.
| „                                                                  | Dovolte mi, abych se krátce zastavil u svého minulého vystoupení před rokem 28. října, kdy jsem konstatoval, že podle mého názoru naše pojetí českých dějin je příliš anonymizováno. Že je pojímáno jako jakýsi souboj abstraktních idejí bez konkrétního spojení s žijícími osobnostmi, s jejich názory, s jejich činy, ale také s jejich konflikty. Protože i konflikty patří k životu, zejména pak k životu politickému. (…) Je tady více než třicet vyznamenaných a řadu z nich spojuje jedno téma. To téma můžeme nazvat odvaha, statečnost nebo hrdinství. Dovolte mi tedy, abych byl nejprve Vaším průvodcem po časové ose, která rámuje tohoto společného jmenovatele. | “ |
| — Projev prezidenta Miloše Zemana při udílení státních vyznamenání | |   |

## Kontroverze

### Výběr pozvaných
Český rozhlas předem požádal kancelář prezidenta o poskytnutí seznamu pozvaných hostů dle zákona o svobodném přístupu k informacím. Ředitel odboru legislativy a práva prezidentské kanceláře Václav Pelikán poskytnutí údajů odmítl s odvoláním na ochranu osobních údajů.

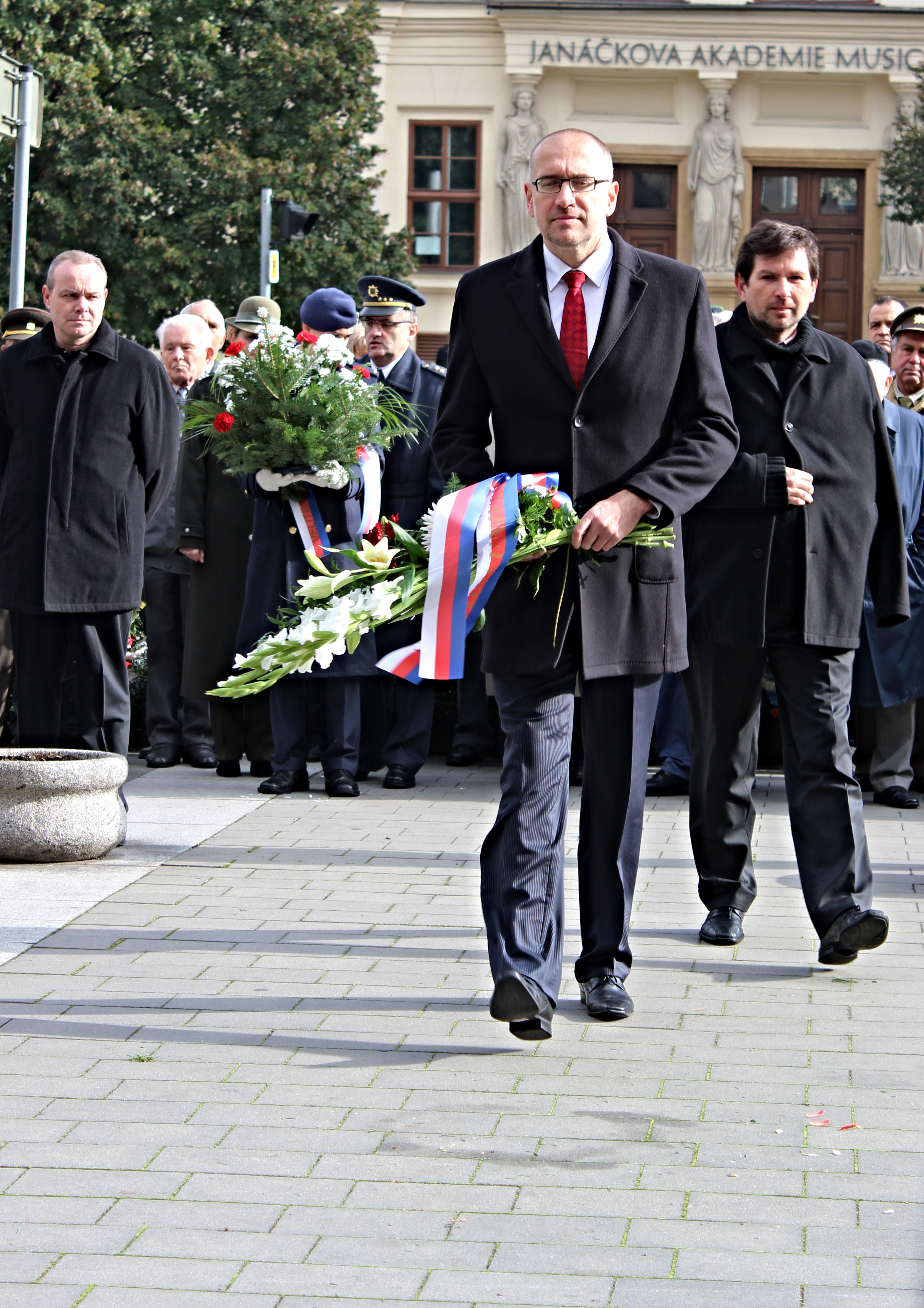
Rektor MU Mikuláš Bek se 28. října 2014 zúčastnil slavnosti na Komenského náměstí v Brně.

Miloš Zeman na slavnostní obřad nepozval, stejně jako v předchozím roce, dva rektory vysokých škol, s nimiž měl v minulosti osobní spor: Mikuláše Beka z Masarykovy univerzity v Brně, který odmítl vystoupení Zemana jako aktivního politika na akademické půdě v předvolebním období roku 2013, a Libora Grubhoffera z Jihočeské univerzity v Českých Budějovicích, který v minulosti odmítl pozvání na jmenování nových profesorů, když Zeman nechtěl jmenovat Martina C. Putnu. Prezident Zeman uvedl, že nepozváním obou rektorů „hájí prestiž hlavy státu a zájmy všech budoucích prezidentů“. Bek uvedl, že vnímá Zemanovo gesto jako spor prezidenta s univerzitou a nikoliv se sebou samým. Pozval Miloše Zemana k jiné přednášce na univerzitě v lednu 2014, ten to však odmítl.
Česká konference rektorů označila nepozvání vybraných rektorů na ceremoniál za nedůstojné, neboť 28. říjen je svátek České republiky, a nikoliv Miloše Zemana. Její stanovisko podpořilo i předsednictvo Rady vysokých škol. Účast při vyznamenávání odmítl předseda České konference rektorů a rektor Univerzity Karlovy v Praze Tomáš Zima. Rektor Českého vysokého učení technického v Praze Petr Konvalinka dal přednost položení kytice u pomníku Tomáše Garrigua Masaryka na Hradčanském náměstí a někteří další rektoři se z účasti omluvili kvůli jiným povinnostem.

### Výběr vyznamenaných
U příležitosti posmrtného vyznamenání ruské disidentky Natalji Gorbaněvské vystoupili s protestem dva její kolegové ze skupiny „osmi statečných“, Viktor Fajnberg a Pavel Litvinov, kteří odsoudili postoj Miloše Zemana k aktuálnímu dění na Ukrajině, dle nich odporující ideálům Gorbaněvské. Odmítli proto prezidentovo pozvání. Syn Gorbaněvské, Jaroslav Gorbaněvskij uvedl, že pouze její ocenění nemá logiku a že by mělo být oceněno i ostatních sedm, dosud žijících protestujících z roku 1968. Po úvaze však vyznamenání in memoriam za svou matku převzal, neboť je podle něj Zeman pouze nástrojem vztahů mezi Českem a Ruskem.
Kritika už tradičně směřovala i k ocenění osobností, které byly označovány za osobní přátele či podporovatele prezidenta. Podle politologa Lukáše Jelínka, citovaného Novinkami „tu tradici, kterou v mnohém nešťastně zahájil prezident Václav Havel a pokračoval v ní Václav Klaus, Miloš Zeman svým způsobem dotahuje do absurdna“. Hospodářské noviny však upozornily na to, že oproti předchozímu roku se tentokrát „s odměňováním svých přátel mírnil“. Jako příklady dosud poměrně mladých umělců, kteří jsou spojováni s podporou Miloše Zemana nebo přímo jeho prezidentskou kampaní, byli uváděni režiséři Filip Renč a Robert Sedláček. Komentátor Hospodářských novin Jindřich Šídlo k Sedláčkovi uvedl, že jeho vyznamenání vnímá jako odměnu za dokumentární film, který v roce 2007 o Zemanovi natočil. To podle něj „nemá být vůbec kritika umělecké tvorby Roberta Sedláčka. Vlastně se jenom divím, že jako umělec a dokumentarista s kritickým pohledem se toho zúčastnil.“ Renč pro Zemana natočil předvolební televizní spot. V kampani jej podporovala také vyznamenaná zpěvačka Lucie Bílá i sousední politici Robert Fico a Franz Vranitzky. Lékař Pavel Dungl jej operoval.
Komentátor Petr Honzejk rozdělil vyznamenané do dvou skupin: jedni jsou nezpochybnitelní a zasloužili si ocenění, druhá skupina je dle něj problematická: „Ti nevynikli nad své okolí ničím jiným, než že jsou buď sympatičtí, nebo něčím pomohli Miloši Zemanovi“. Komentátor Českého rozhlasu Radko Kubičko uvedl: „Vedle sebe jsou současní umělci, kteří ho podporují, vedle toho Karel Kryl, potom kněz Toufar a vedle toho bývalý poslanec komunistické strany a člen předlistopadového ÚV Zdeněk Klanica. Prezidentovi to vychází, protože na jedné straně je kritizován a na druhé chválen, že vyznamenal Churchilla. Umí to s politickou scénou, umí to s médii i veřejností.“
Režisér Jan Němec dne 29. října vrátil svou medaili Za zásluhy II. stupně, kterou v roce 2002 převzal z rukou Václava Havla. Učinil tak na protest proti výběru vyznamenaných. Uvedl k tomu, že „současná hlava státu postavila do stejné řady zachránce židovských dětí či státníka, který se významně osobně podílel na porážce Adolfa Hitlera, s filmovými tvůrci, kteří nikterak nepřispěli k československé státnosti. Pouze ve své profesi přímo či nepřímo pomohli jednotlivé osobě k politické kariéře.“ Medaile se zřekl dočasně s tím, že bude připraven ji opět převzít, až bude na Hradě jiný prezident. Jeden z oceněných, režisér Filip Renč, později v rozhovoru pro rádio Impuls vyčetl Němcovi, že je starý a zapšklý, a jeho gesto označil za hloupé. Později se za své výroky na Němcovu adresu písemně omluvil.

### Průběh slavnosti
Pozornost vzbudil dokumentarista Robert Sedláček také tím, že převzal vyznamenání ve flísové mikině a tričku. Odborník na etiketu a někdejší Havlův mluvčí Ladislav Špaček to označil za urážlivé vůči prezidentovi i vůči vyznamenání a uvedl, že ho pořadatelé neměli bez společenského oděvu k převzetí pustit. Mluvčí prezidenta Zemana Jiří Ovčáček uvedl, že „udělování a propůjčování státních vyznamenání je oceněním přínosu konkrétních lidí, nikoliv jejich garderoby“ Šéf hradního protokolu Jindřich Forejt uvedl, že se Sedláčkem o oděvu předem hovořil a že „[si dokáže] představit, že vyznamenaní přijdou v něčem společensky uměřenějším,“ zároveň však uvedl, že jej vnímá „jako umělce, který žije a vytváří umělecký svět. A umělci někdy i ve vnějším projevu dávají najevo svou nezávislost nebo svobodu, chcete-li“. Sám Sedláček pak v rozhovoru pro Deník vysvětlil: „Nemám podobné ceremoniály rád. Měl jsem prostě potřebu ten rituál trošku znesvětit.“ Sedláčkův prohřešek proti etiketě vyvolal i recesistické ohlasy, když se např. objevila v prodeji limitovaná edice černých flísových bund s motivem vyznamenání na hrudi „vhodných do lesa, do přírody či k návštěvě Hradu a zámků“. Sám prezident Zeman k tomu v nedělním rozhlasovém rozhovoru Hovory z Lán uvedl: „Myslel jsem si, že je to hloupost, a myslel jsem si, že Robert zřejmě trpí nějakým traumatem nebo komplexem, který ho nutí k tomu, aby se zviditelnil za každou cenu, i když některé zviditelnění je takříkajíc herostratovské. Myslím si, že teď to schytává a zaslouží si to.“
Přímý televizní přenos z Vladislavského sálu byl poznamenán asi desetiminutovým výpadkem a spojení se podařilo obnovit chvíli před příchodem prezidenta do sálu. Miloš Zeman jej poté zmínil ve svém projevu: „Mezi vyznamenanými je mnoho dalších známých tváří a dovolte, abych pro úsporu vašeho času a také proto, aby vynikající česká veřejněprávní televize neměla další poruchu ve svém vysílání, zmínil jenom některé z nich.“ Mluvčí veřejnoprávní České televize Alžběta Plívová následně uvedla, že „došlo k výpadku jističe v rozvodně Pražského hradu. Z pohledu ČT se jedná o závadu mimo její technické zařízení.“ Hradní mluvčí Jiří Ovčáček k tomu uvedl, že televize má mít v případě takových důležitých událostí zajištěny všechny varianty.

## Seznam vyznamenaných

### Řád Bílého lva civilní skupiny I. třídy
- Robert Fico – za zvlášť vynikající zásluhy ve prospěch České republiky
- Sir Winston Churchill (in memoriam) – za zvlášť vynikající zásluhy ve prospěch České republiky
- Franz Vranitzky – za zvlášť vynikající zásluhy ve prospěch České republiky
- Sir Nicholas Winton – za zvlášť vynikající zásluhy ve prospěch České republiky

### Řád Tomáše G. Masaryka I. třídy
- Eduard Harant – za vynikající zásluhy o rozvoj demokracie, humanity a lidská práva
- Hana Hegerová – za vynikající zásluhy o rozvoj humanity
- Karel Kryl (in memoriam) – za vynikající zásluhy o rozvoj demokracie, humanity a lidská práva
- Miroslav Zikmund – za vynikající zásluhy o rozvoj humanity

### Medaile Za hrdinství
Ocenění obdrželi čeští vojáci z mise v Afghánistánu, kteří padli při sebevražedném atentátu a jeden zraněný při útoku na tamní českou hlídku:
- David Beneš (in memoriam) – za hrdinství v boji
- Ivo Klusák (in memoriam) – za hrdinství v boji
- Jaroslav Lieskovan (in memoriam) – za hrdinství v boji
- Libor Ligač (in memoriam) – za hrdinství v boji
- Jaroslav Mevald – za hrdinství v boji
- Jan Šenkýř (in memoriam) – za hrdinství v boji

### Medaile Za zásluhy I. stupně
- Lucie Bílá – za zásluhy o stát v oblasti umění
- Dana Drábová – za zásluhy o stát v oblasti vědy
- Zdeněk Duběnka – za zásluhy o stát
- Pavel Dungl – za zásluhy o stát v oblasti vědy
- Božena Fuková – za zásluhy o stát
- Natalja Jevgenjevna Gorbaněvská (in memoriam) – za zásluhy o stát
- Carl Horst Hahn – za zásluhy o stát v oblasti hospodářské
- Zdeněk Jičínský – za zásluhy o stát
- Antonín Kalina (in memoriam) – za zásluhy o stát
- Ludvík Kalma (in memoriam) – za zásluhy o stát v oblasti hospodářské
- Zdeněk Klanica (in memoriam) – za zásluhy o stát v oblasti vědy
- George Alois Novak – za zásluhy o stát
- Věra Olivová – za zásluhy o stát
- Filip Renč – za zásluhy o stát v oblasti umění
- Robert Sedláček – za zásluhy o stát v oblasti umění
- Josef Štemberka (in memoriam) – za zásluhy o stát
- Josef Toufar (in memoriam) – za zásluhy o stát
- Marie Vodičková – za zásluhy o stát
- Leticie Vránová-Dytrychová – za zásluhy o stát v oblasti hospodářské